# فيلاهوز
بلدية فيلاهوز (بالإسبانية: Villahoz)‏, هي إحدى بلديات مقاطعة برغش, التي تقع في منطقة قشتالة وليون, والتي تقع في شمال غرب إسبانيا.
يبلغ عدد سكانها 389 نسمة وفقاً لإحصائية سنة (2002).